# Дилленбург, Альберт Жан-Жакович
Альбе́рт Жан-Жа́кович Дилленбу́рг (30 октября 1961, Николаев, Франция) — советский и французский волейболист, игрок сборных СССР (1983—1985) и Франции (1995). Двукратный чемпион Европы (1983 и 1985). Нападающий. Заслуженный мастер спорта СССР (1984).

## Биография
Родился и начал заниматься волейболом в Николаеве. В 1979—1991 выступал за ленинградский «Автомобилист», в составе которого 8 раз становился призёром чемпионатов СССР, двукратным победителем и 4-кратным призёром розыгрышей Кубка СССР, по два раза выигрывал Кубок обладателей кубков ЕКВ и Кубок Европейской конфедерации волейбола.
В составе молодёжной сборной СССР в 1981 стал чемпионом мира. Серебряный призёр Всемирной Универсиады 1985 в составе студенческой сборной СССР.
В сборной СССР в официальных соревнованиях выступал в 1983—1985 годах. В её составе: серебряный призёр розыгрыша Кубка мира 1985, двукратный чемпион Европы (1983 и 1985), победитель волейбольного турнира «Дружба-84».
В 1991 уехал во Францию, где принял гражданство этой страны, выступал за местные клубы, а в 1995 — и за национальную сборную Франции.
Умер от инфаркта 30 июня 2011 года в больнице города Нанси (Франция).

## Достижения

### Со сборными СССР
- серебряный призёр розыгрыша Кубка мира 1985.
- двукратный чемпион Европы — 1983 и 1985.
- победитель волейбольного турнира «Дружба-84».
- победитель (1983) и серебряный призёр (1984) Мемориала Саввина.
- чемпион мира среди молодёжных сборных 1981.
- серебряный призёр Всемирной Универсиады 1985.

### С клубами
- 4-кратный серебряный (1980—1982, 1990) и 4-кратный бронзовый (1985, 1987—1989) призёр чемпионатов СССР;
- двукратный победитель  (1983, 1989), серебряный (1988) и 3-кратный бронзовый (1985—1987) призёр розыгрышей Кубка СССР.
- двукратный победитель розыгрышей Кубка обладателей кубков ЕКВ (1982, 1983).
- двукратный победитель розыгрышей Кубка Европейской конфедерации волейбола (1988 и 1989).
- бронзовый призёр чемпионата Франции 1994.

## Награды и звания
- Медаль «За трудовую доблесть»
- Заслуженный мастер спорта СССР (1984).